# ناصر شاذلی
ناصر شاذلی (عربی: ناصر الشاذلي؛ فرانسوی: Nacer Chadli‎; تلفظ فرانسوی: [nɑsɛʁ ʃadli]؛ زاده ۲ اوت ۱۹۸۹) بازیکن فوتبال اهل بلژیک است.
وی همچنین در تیم‌های ملی فوتبال مراکش و بلژیک بازی کرده‌است.